# 난양시
난양(남양, 중국어 간체자: 南阳, 정체자: 南陽, 병음: Nányáng)은 허난성의 남서쪽에 있는 도시이다. 허난성에서 가장 면적이 넓은 도시로 난양은 남동쪽으로 신양, 북동쪽으로 핑딩 산, 북쪽으로 뤄양, 북서쪽으로 싼먼샤와 접해있고, 서쪽으로 산시성에, 남쪽으로 후베이성에 접해 있다.
난양 분지에선 공룡 알 화석이 발견되었다.

## 역사
춘추시대에는 초나라에 완(宛)으로 불리는 도시였고 금속공업이 번성했다.
진나라 때 강제적으로 이민자들을 이송해 남양군이 설치되었고 전한 때에 발전이 진행되었다. 후한을 세운 광무제는 이 도시 주변의 남양 분지를 세력 기반으로 하고 있었다. 후한 후기의 140년에 남양군의 인구는 52만호로 전 국토에서 최고를 기록하고 있었다.
그 후에도 중국의 경제, 문화의 중심지의 하나로서 발전을 계속했다. 고대 중국의 과학자, 문학자로 지진계를 발명했다고 전해지는 장형이 남양 출신이다.
제갈량이 이 도시에 살았기 때문에, 난양시에는 워룽구(와룡구)가 있다. 유비가 머물던 신야는 난양시 신예현이다.

## 지리와 기후
마을의 북쪽에는 두산(独山)으로 불리는 산이 있고 옥으로 유명하다. 두산 옥은 중국에서 유명한 네 개의 옥 중 하나로 오늘날에는 아주 희귀한 것이다.
기후는 쾌적하고 난양 전체는 소를 기르는 산들로 둘러싸여있다. 밭은 비옥하고 농업이 잘 발달해있다.
네이샹 현의 남서쪽의 바오톈먼 생물보호구역은 중국에서 생물다양성이 아주 높은 곳으로 65종의 희귀종 및 멸종위기종이 서식한다. 네이샹 현의 새 방문객 센터는 이 지역의 자연사를 기록한 곳으로 방문할만한 가치가 있다.
연평균 기온은 14.4~15.7℃이고 1월 평균기온은 0.5~2.4℃, 7월 평균기온은 26.9~28.0℃이다. 연평균 강수량은 703.6~1173.4mm이고 연일조시간은 1897.9~2120.9시간이다. 무상일수는 220~245일이다.
| 난양시의 기후                                                 | 난양시의 기후 | 난양시의 기후 | 난양시의 기후 | 난양시의 기후 | 난양시의 기후 | 난양시의 기후 | 난양시의 기후 | 난양시의 기후 | 난양시의 기후 | 난양시의 기후 | 난양시의 기후 | 난양시의 기후 | 난양시의 기후 |
| 월                                                            | 1월           | 2월           | 3월           | 4월           | 5월           | 6월           | 7월           | 8월           | 9월           | 10월          | 11월          | 12월          | 연간          |
| ------------------------------------------------------------- | ------------- | ------------- | ------------- | ------------- | ------------- | ------------- | ------------- | ------------- | ------------- | ------------- | ------------- | ------------- | ------------- |
| 역대 최고 기온 °C (°F)                                        | 20.5 (68.9)   | 22.8 (73.0)   | 29.0 (84.2)   | 33.2 (91.8)   | 38.9 (102.0)  | 41.4 (106.5)  | 39.7 (103.5)  | 39.0 (102.2)  | 39.0 (102.2)  | 32.9 (91.2)   | 28.5 (83.3)   | 21.4 (70.5)   | 41.4 (106.5)  |
| 일평균 최고 기온 °C (°F)                                      | 6.7 (44.1)    | 10.4 (50.7)   | 15.5 (59.9)   | 22.0 (71.6)   | 27.4 (81.3)   | 31.1 (88.0)   | 31.8 (89.2)   | 30.9 (87.6)   | 27.0 (80.6)   | 22.0 (71.6)   | 15.0 (59.0)   | 8.9 (48.0)    | 20.7 (69.3)   |
| 일일 평균 기온 °C (°F)                                        | 1.8 (35.2)    | 5.0 (41.0)    | 10.1 (50.2)   | 16.4 (61.5)   | 21.8 (71.2)   | 25.9 (78.6)   | 27.4 (81.3)   | 26.4 (79.5)   | 22.0 (71.6)   | 16.5 (61.7)   | 9.6 (49.3)    | 3.8 (38.8)    | 15.6 (60.0)   |
| 일평균 최저 기온 °C (°F)                                      | −1.9 (28.6)   | 0.7 (33.3)    | 5.5 (41.9)    | 11.3 (52.3)   | 16.6 (61.9)   | 21.2 (70.2)   | 23.8 (74.8)   | 22.9 (73.2)   | 18.1 (64.6)   | 12.2 (54.0)   | 5.5 (41.9)    | −0.1 (31.8)   | 11.3 (52.4)   |
| 역대 최저 기온 °C (°F)                                        | −12.8 (9.0)   | −13.9 (7.0)   | −6.5 (20.3)   | −0.4 (31.3)   | 5.0 (41.0)    | 11.8 (53.2)   | 17.2 (63.0)   | 14.0 (57.2)   | 7.9 (46.2)    | −1.2 (29.8)   | −6.2 (20.8)   | −17.5 (0.5)   | −17.5 (0.5)   |
| 평균 강수량 mm (인치)                                         | 13.0 (0.51)   | 14.9 (0.59)   | 31.3 (1.23)   | 47.8 (1.88)   | 81.9 (3.22)   | 119.8 (4.72)  | 181.4 (7.14)  | 128.3 (5.05)  | 78.2 (3.08)   | 50.0 (1.97)   | 34.7 (1.37)   | 11.2 (0.44)   | 792.5 (31.2)  |
| 평균 강수일수 (≥ 0.1 mm)                                      | 4.5           | 5.8           | 7.2           | 7.4           | 8.7           | 9.4           | 11.7          | 10.8          | 9.3           | 8.0           | 6.7           | 4.3           | 93.8          |
| 평균 강설일수                                                 | 4.3           | 3.2           | 1.2           | 0             | 0             | 0             | 0             | 0             | 0             | 0             | 1.0           | 2.6           | 12.3          |
| 평균 상대 습도 (%)                                            | 67            | 66            | 66            | 67            | 65            | 68            | 78            | 78            | 75            | 71            | 72            | 68            | 70            |
| 평균 월간 일조시간                                            | 100.2         | 114.5         | 148.3         | 179.2         | 183.5         | 168.7         | 170.7         | 177.2         | 144.3         | 142.0         | 122.5         | 114.7         | 1,765.8       |
| 가능 일조율                                                   | 32            | 37            | 40            | 46            | 43            | 39            | 39            | 43            | 39            | 41            | 39            | 37            | 40            |
| 출처: 중국기상국 (평년값: 1991년~2020년, 극값: 1971년~2010년) |               |               |               |               |               |               |               |               |               |               |               |               |               |

## 경제
난양은 목축업이 발달해있고 담배 공장이 있다. 바이 강이 난양을 통과하고 풍부한 어족 자원을 제공한다. 난양은 두 종류의 우수한 와인인 서뎬라오주와 워룽위예를 생산한다. 난양 유전은 중국에서 가장 큰 유전 중 하나이다. 농업은 이곳 경제의 중요한 역할을 한다.

## 문화

### 언어
허난화는 전형적인 특징을 쉽게 확인할 수 있다. 난양화(南阳话)로 알려진 지역 방언은 이 지역 주변의 1500만 명의 사람들이 사용한다.

### 완극
중국 희곡의 지역적인 형태이다.

### 유명 인물
- 장형 - 동한의 천문학자이자 수학자로 역사상 처음으로 지진계를 발명한 사람이다.
- 장중경 - 동한 말기의 의가이자 약사
- 하진 - 후한의 정치인
- 황충 - 삼국시대에 촉나라의 장군으로 오호대장군 중 한 사람이다.
- 한유 - 당나라 때의 시인
- 펑유란 - 현대 중국의 철학자
- 왕융민 - 중국의 프로그래머
- 묘묘 - 중국의 연예인
- 남양혜충 - 당나라의 승려

## 행정 구역
3개의 시할구, 1개의 현급시, 10개의 현을 관할한다.

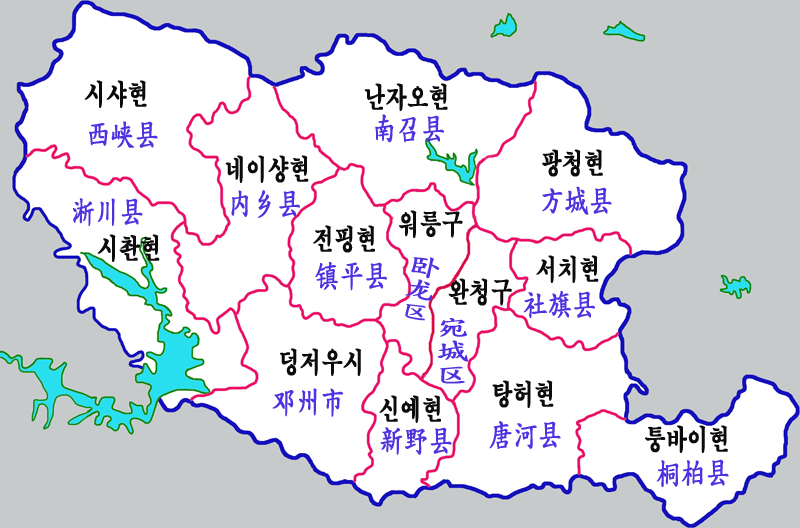
난양시 현급 행정구역도

시할구
- 워룽 구 (卧龙区)
- 완청 구 (宛城区)
- 가오신 구 (高新区)

현급시
- 덩저우 시 (邓州市)

현
- 신예 현 (新野县)
- 서치 현 (社旗县)
- 탕허 현 (唐河县)
- 퉁바이 현 (桐柏县)
- 팡청 현 (方城县)
- 난자오 현 (南召县)
- 전핑 현 (镇平县)
- 네이샹 현 (内乡县)
- 시샤 현 (西峡县)
- 시촨 현 (淅川县)

## 관광
- 남양 내향현아(內鄉縣衙)
- 남양 동백회원(桐柏淮源)관광지
- 용문석굴, 백마사, 고묘박물관, 민속박물관

## 같이 보기
- 중화인민공화국의 일반 국도
- 중화인민공화국의 고속도로
- 허난성